# Luis Spota
Luis Mario Cayetano Spota Saavedra Ruotti Castañares (Ciudad de México, 13 de julio de 1925 — Ibídem, 20 de enero de 1985), conocido como Luis Spota, fue un escritor y periodista mexicano autodidacta, autor de más de 30 libros, varios de los cuales se han sido traducido a más de diez idiomas.
En su honor se nombró el Centro de Educación Artística (Cedart) "Luis Spota Saavedra", ubicado en la Ciudad de México.[cita requerida]
Fue el primer presidente del Consejo Mundial de Boxeo (CMB): de febrero de 1963 a septiembre de 1968.[cita requerida]

## Biografía
Fue hijo de un inmigrante italiano. Su nana, de origen otomí, le narraba historias y leyendas. Adquirió la inquietud por escribir a raíz de un libro que contenía novelas de aventuras de Julio Verne, Salgari y Jonathan Swift, que le obsequió su padre. Estudió la primaria en el Colegio Francés, ubicado en la calle Puente de Alvarado de la colonia San Rafael, en la Ciudad de México, y la secundaria en una escuela pública. La difícil situación económica de su padre y la mala relación con su madre lo motivaron a abandonar su hogar cuando era adolescente.[cita requerida]
Llegó a Tampico, Tamaulipas, donde se empleó en un barco con destino a Progreso (Yucatán). Tras muchas dificultades, consiguió volver a la Ciudad de México, donde optó por independizarse, para lo cual desempeñó varios trabajos: repartidor de volantes, vendedor de navajas de rasurar en la avenida Juárez, vendedor de enciclopedias de puerta en puerta y ayudante de mesero en el café Regis. Posteriormente echó mano de los personajes que frecuentaban dicho café para incluirlos en sus obras literarias. Tomó un curso rápido de fotografía y se preparaba para ser torero: debutó como novillero en la plaza El Toreo, en la colonia Condesa. También fue un apasionado del boxeo, llegando a ser miembro de la Asociación Nacional de Box, presidente de la Comisión de Box y Lucha del Distrito Federal (1959) y presidente fundador del Consejo Mundial de Boxeo.

## Trayectoria periodística
A los 14 años realizó varias entrevistas, entre ellas una al aviador Francisco Sarabia (abril, 1939). La entrevista fue encargo de Regino Hernández Llergo, director de la revista Hoy, quien lo empleó a pesar de su corta edad luego de que Spota, con gran seguridad en sí mismo, se entrevistara con él. Posteriormente, la publicación La Hoja de la Tarde le encomendó cubrir, ya como fotógrafo, el arribo al puerto de Veracruz de los exiliados españoles que huían de la guerra civil en su país a bordo del Ipanema. Tan pronto obtuvo las fotos, las envió a la Ciudad de México y consiguió así la exclusiva para la modesta publicación. Entre octubre de 1941 y febrero de 1942 colaboró para la revista Así, dirigida por Gregorio Ortega, y también en la revista Novelas de la Pantalla y en Mujeres y Deportes con escritos sobre cine.
Su ingreso al periódico Excélsior (marzo, 1942) fue posible gracias a la entrevista que realizó a Carlos Luyando, percusionista de la Orquesta Sinfónica Nacional. En Últimas Noticias, Manuel Becerra Acosta le encomendó una columna diaria de notas para la primera edición. En la edición vespertina escribió la columna Rezagos, en sustitución de la escrita por el poeta Salvador Novo: Side Car. De 1943 a 1944 escribió la columna Pericles, en colaboración con Rafael Heliodoro Valle. Llegó a conseguir la primera plana de ese periódico con encabezado a ocho columnas durante 43 días consecutivos y a publicar diez notas suyas el mismo día en la primera plana. Junto con Carlos Denegri, con quien sostuvo una gran amistad, se convirtió en uno de los mejores reporteros del periódico. Tan vertiginosa trayectoria, aunada a su juventud, motivó que compañeros del medio se refiriesen a él como "el niño terrible de Bucareli", en referencia a la avenida Bucareli, donde tiene su sede el periódico Excélsior.
Con apenas 19 años, le fue encomendada la dirección del periódico La Extra. Durante su gestión (1945-1947), el tiraje se incrementó de 30 mil a 92 mil ejemplares, modernizó la presentación del periódico, cambió la tipografía y aumentó el tamaño de los titulares de primera plana. A los 21 años fue nombrado director de Últimas Noticias, cargo que desempeñó de 1945 a 1947. En 1948 obtuvo el Premio de Periodismo, otorgado por la Asociación Nacional de Periodistas, gracias a un artículo en el que reveló la verdadera identidad del novelista B. Traven; dicho artículo se publicó el 7 de agosto de 1948 en la revista Mañana, en la que fungía como jefe de redacción y colaborador.
Fue colaborador de Mire, Política y del periódico Novedades, en el cual escribió la columna 24 horas. Fue director de la publicación Claridades y de la revista cultural Espejo (1967—1969), y de 1965 a 1985 se desempeñó como responsable de El Heraldo Cultural, suplemento del periódico El Heraldo de México. En 1979 obtuvo el Premio Nacional de Periodismo de México por su trabajo en televisión. Fue miembro de la Asociación Mexicana de Periodistas y de la Asociación de Periodistas Cinematográficos de México.

### Radio
Su trabajo en radiodifusión data de 1949, en la XEW. Obtuvo el premio al Mejor Comentarista Radiofónico en 1952 y 1953.[cita requerida]

### Televisión
Su primera participación en televisión fue en el programa Magazine televisado (1958). Realizó, junto con Rafael Solana, el programa de crítica Tribunal cinematográfico (1959), transmitido por el canal 4. A partir de 1969 fue titular de Grandes Series de Golf (1969), programa del canal 8 de Televisión Independiente de México, cuya duración fue de 18 meses. Junto con Lolita Ayala, condujo el programa Cada noche lo inesperado (1973), transmitido por la empresa Televisa. Ingresó al Canal 13, propiedad del Estado, que más tarde se convirtió en Imevisión, en 1974. Allí condujo los programas Diálogo abierto, Fuera de serie y, a partir de 1977, La hora 25, programa de entrevistas a invitados sobre temas de actualidad, política o cultural. En Fuera de serie compartió la pantalla con Gutierre Tibón, con quien sostuvo eruditos diálogos.[cita requerida]

### Obra literaria

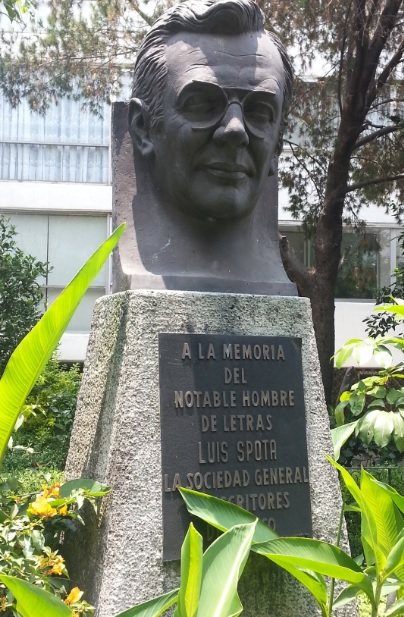
Busto del escritor Luis Spota, dedicado por la Sociedad General de Escritores de México.

La obra novelística de Luis Spota se caracteriza por abordar la vida urbana en México de los años 1950 y 1960, su sociedad y su clase política. Murieron a mitad del río aborda el tema de la migración de los braceros mexicanos a Estados Unidos; Las grandes aguas, la construcción de una enorme presa; Casi el paraíso, las peripecias de un estafador italiano, Ugo Conti, que se hace pasar por noble entre políticos, empresarios y familias de abolengo en México. La plaza se ocupa del movimiento estudiantil de 1968; Palabras mayores, de la manipulación que el presidente en turno ejercía sobre sus subalternos para elegir entre ellos al candidato del partido oficial que se convertiría en su sucesor, y El primer día, los estragos que produce en el expresidente la pérdida del poder al término de su mandato.
Las novelas políticas de Spota gozaron de grandes tirajes gracias a su actualidad y fidelidad en el retrato del poder que, a la fecha, les concede gran valor para quien se interesa en conocer de cerca los intríngulis de la clase política mexicana durante el dominio del Partido Revolucionario Institucional (PRI); estas formaron la  serie "La costumbre del poder", que comprende: Retrato hablado, Palabras mayores, Sobre la marcha, El primer día, El rostro del sueño y La víspera del trueno. Spota adquirió conocimiento de primera mano sobre los factores de poder y las manías privadas de sus protagonistas gracias a su estrecha amistad con un gran número de políticos. En este grupo de novelas emplea un lenguaje directo, con escasos matices, muy próximo a la neutralidad de la nota periodística, y a menudo no hace sino narrar, con otros nombres (propios y toponímicos), momentos muy particulares de la realidad política mexicana de entonces.[cita requerida]

## Boxeo y lucha libre
Fue presidente de la Comisión de Box y Lucha Libre Mexicana desde 1959 hasta el día de su muerte, en 1985. Fue el primer presidente del Consejo Mundial de Boxeo (CMB) (febrero de 1963-septiembre de 1968). Además, puso en marcha un programa de alfabetización para los boxeadores.

## Obra

### Novelas
- De la noche al día (1945)
- José Mojica, hombre, artista y fraile (1947)
- El coronel fue echado al mar (1947)
- Murieron a mitad del río (1948)
- Vagabunda (1950)
- Más cornadas da el hambre (1950), Premio Ciudad de México
- La Estrella vacía (1950)
- Las grandes aguas (1954), Premio Ciudad de México (Carlos Sotomayor se basó en ella para hacer la telenovela del mismo nombre.)
- Casi el paraíso (1956)
- Las horas violentas (1958)
- La sangre enemiga (1959)
- El tiempo de la ira (1960)
- La pequeña edad (1964)
- La carcajada del gato (1964) (basada en hechos reales que inspiraron el guion de la película El castillo de la pureza)
- Los sueños del insomnio (1966)
- Lo de antes (1968)
- La plaza (1971)
- El viaje (1971)
- Las cajas (1973)
- Serie La costumbre del poder (1975-1980)
  - Retrato hablado (1975)
  - Palabras mayores (1975)
  - Sobre la marcha (1976)
  - El primer día (1977)
  - El rostro del sueño (1979)
  - La víspera del trueno (1980)
- Mitad oscura (1982)
- Paraíso 25 (1983), Premio Mazatlán de Literatura 1984
- Los días contados (1985)
- Días de poder (póstuma, 1986)
- Historia de familia (inconclusa)

### Teatro
- Ellos pueden esperar (estreno 1947, Dir. José de Jesús Aceves. Teatro de Bellas Artes).
- El aria de los sometidos (estreno 1998, Teatro Rafael Solana).
- Dos veces la lluvia

### Cine
Su carrera como escritor de guiones cinematográficos comenzó en 1949. El productor de la cinta Hipócrita (Dir. Miguel Morayta), le solicitó un esquema argumental a partir de la letra de la canción del mismo nombre con el fin de lanzar al estrellato a una joven actriz y bailarina tabasqueña, rebautizada como Leticia Palma. Se le pidió crear un papel de galán maduro y hasta cierto punto avillanado para el actor Antonio Badú, prever la aparición del trío Los Panchos y se le autorizó un papel secundario pero destacable para una joven actriz: Elda Peralta, protegida de Spota, y quien posteriormente se convertiría en su compañera inseparable. Spota obtuvo el premio Ariel al mejor argumento por la película En la palma de tu mano (1951), premio que otorga la Academia Mexicana de Artes y Ciencias Cinematográficas. Fue miembro de la Sección de Adaptadores y Directores del Sindicato de Trabajadores de la Producción Cinematográfica (STPC).
Dirigió las películas Nadie muere dos veces (1952), La muerte es mi pareja (Quiero vivir) (1953), Amor en cuatro tiempos (1954), y Con el dedo en el gatillo (1958), serie de cuatro cintas integrada por Con el dedo en el gatillo, El anónimo, El vengador, el dinamitero y La tumba.

### Filmografía
- Hipócrita (Dir. Miguel Morayta, 1949). Guion: Miguel Morayta, s/argumento de Luis Spota.
- Corazón de fiera (Dir. Ernesto Cortázar, 1950). Guion: Ernesto Cortázar, s/argumento de Luis Spota.
- Flor de sangre (Dir. Zacarías Gómez Urquiza, 1950). Guion: Neftalí Beltrán, Zacarías Gómez Urquiza, s/novela, Vagabunda de Luis Spota.
- Camino del infierno (Dir. Miguel Morayta, 1950). Guion: Miguel Morayta, s/argumento de Luis Spota.
- La Tienda de la esquina (Dir. José Díaz Morales, 1950). Guion: José Díaz Morales, Carlos Sampelayo, s/argumento de Luis Spota.
- En la palma de tu mano (Dir. Roberto Gavaldón, 1950). Guion: José Revueltas, Roberto Gavaldón, s/argumento de Luis Spota, basado en relato homónimo de Luis Spota.
- Trotacalles (Dir. Matilde Landeta, 1951). Guion: José Águila, Matilde Landeta, Luis Spota, s/argumento de Luis Spota.
- Torerillo (Dir. Luis Spota, 1951). Guion: Luis Spota, s/argumento de Luis Spota. Cinta experimental.
- Las cartas (Dir. Luis Spota, 1951). Guion: Luis Spota, s/argumento de Luis Spota. Cinta experimental.
- La noche avanza (Dir. Roberto Gavaldón, 1951). Guion: Roberto Gavaldón, José Revueltas, Jesús Cárdenas Gavilán, s/argumento de Luis Spota.
- Nadie muere dos veces (Dir. Luis Spota, 1952). Guion: Luis Spota, s/argumento de Luis Spota.
- La muerte es mi pareja (Quiero vivir) (Dir. Alberto Gout, 1953). Guion: Alberto Gout, s/argumento de Luis Spota.
- La gitana blanca (Dir. Miguel M. Delgado, 1954). Guion: Miguel M. Delgado, s/argumento de Luis Spota.
- Tu vida entre mis manos (Dir. Raphael J. Sevilla, 1954). Guion: Raphael J. Sevilla, s/argumento de Luis Spota.
- Amor en cuatro tiempos (Dir. Luis Spota, 1954). Guion: Luis Spota, Julio Alejandro de Castro, s/argumento de Luis Spota.
- La culpa de los hombres (Dir. Roberto Rodríguez, 1954). Guion: Ricardo Parada de León, Carlos González Dueñas, s/argumento de Luis Spota, José Luis Celis.
- Donde el círculo termina (Dir. Alfredo B. Crevenna, 1955). Guion: Luis Spota, José Revueltas, Alfredo B. Crevenna, s/argumento de Luis Spota. Diálogos: José Revueltas.
- La Revolución mexicana en sus murales (Dir. Luis Spota, 1956-1957). Guion: Luis Spota. Documental-Reportaje. Fue presentado en el Festival de Berlín en junio de 1951.
- El rescate de las islas Revillagigedo (Dir. Luis Spota, 1956-1957). Guion: Luis Spota, Elda Peralta. Documental filmado por Carlos Carvajal.
- La mujer marcada (Dir. Miguel Morayta, 1957). Guion: Miguel Morayta, s/argumento de Luis Spota, Adolfo Torres Portillo, María Luisa Algarra. Diálogos: Julio Alejandro de Castro.
- Qué noche aquella (Dir. Íñigo de Martino, 1957). Guion: Íñigo de Martino, s/argumento de Óscar Ayala, seudónimo de Elda Peralta y Luis Spota.
- Los tres vivales (Dir. Rafael Baledón, 1957). Guion: Luis Spota, Adolfo Torres Portillo, s/argumento de Luis Spota.
- El derecho a la vida (Dir. Mauricio de la Serna, 1958). Guion: Adolfo Torres Portillo, Oscar Ayala, seudónimo de Elda Peralta y Luis Spota.
- La estrella vacía (Dir. Emilio Gómez Muriel, 1958). Guion: Julio Alejandro de Castro, Emilio Gómez Muriel, s/novela homónima de Luis Spota.
- Con el dedo en el gatillo (Dir. Luis Spota, 1958). Guion: José Walter, seudónimo de Luis Spota, Adolfo López Portillo.
- El vengador (Dir. Luis Spota, 1958). Guion: José Walter, seudónimo de Luis Spota, Adolfo López Portillo.
- El dinamitero (Dir. Luis Spota, 1958). Guion: José Walter, pseudónimo de Luis Spota, Adolfo Torres Portillo.
- La tumba (Dir. Luis Spota, 1958). Guion: José Walter, pseudónimo de Luis Spota, Adolfo Torres Portillo.
- Dos gallos en Palenque (Dir. Rafael Baledón, 1958). Guion: Adolfo López Portillo, Luis Spota (no aceptó crédito).
- El Norteño / El último Montecristo (Dir. Manuel Muñoz. Codirección: Alberto Mariscal, 1960). Guion: Luis Spota, Marco Aurelio Galindo. Serie de doce episodios.
- El hombre de papel (Dir. Ismael Rodríguez, 1963). Guion: Ismael Rodríguez, Pedro de Urdimalas, Mario Hernández, s/historia, "El billete" de Luis Spota.
- Cuernavaca en primavera: Nido de Amor / El mago / El bombón (Dir. Julio Bracho, 1965). Guion: Adolfo Torres Portillo, Julio Bracho. (Bombón. Guion y argumento: Luis Spota (no aceptó crédito).
- La sangre enemiga (Dir. Rogelio A. González, 1969). Guion: Rogelio A. González, s/novela homónima de Luis Spota.
- Cadena perpetua (Dir. Arturo Ripstein, 1978). Guion: Vicente Leñero, Arturo Ripstein, s/novela Lo de antes, de Luis Spota.
- Las grandes aguas / S.O.S Zona de desastre (Dir. Servando González, 1978). Guion: Vicente Leñero, Servando González, s/novela homónima de Luis Spota.
- Murieron a mitad del río (Dir. José Nieto Ramírez, 1986). Guion: José Nieto Ramírez, s/novela homónima de Luis Spota.
- Vagabunda (Dir. Alfonso Rosas Priego II, 1993). Guion: Lola Madrid, Paz Alicia Garcíadiego, s/novela homónima de Luis Spota.

### Fallecimiento
Luis Spota falleció el 20 de enero de 1985 (59 años), en la Ciudad de México, por cáncer de páncreas.

### Leyenda urbana
- Se menciona que Salvador Novo en ese tiempo ampliamente conocido en los círculos literarios de la Ciudad de México, nunca tuvo buena relación con Luis Spota. En cierta ocasión en que se celebraba un fin de año, Spota hizo este comentario: que Salvador Novo decía año novo y no año nuevo. Ofendido por sus características que tenía Novo le contestó: Luis Spota, jovencito imberbe que lleva en el apellido paterno, la profesión materna.[cita requerida]